# Albigowa (gmina)
Albigowa – dawna gmina wiejska istniejąca w latach 1973–1976 w woj. rzeszowskim (dzisiejsze woj. podkarpackie). Siedzibą władz gminy była Albigowa.
Gmina została utworzona 1 stycznia 1973 roku w woj. rzeszowskim (powiat łańcucki). W jej skład weszły sołectwa: Albigowa, Handzlówka i Wysoka.
1 czerwca 1975 roku gmina znalazła się w nowo utworzonym mniejszym woj. rzeszowskim.
2 lipca 1976 roku gmina została zniesiona przez połączenie jej terenów z gminami Kosina i Łańcut w gminę Łańcut.